# Río Cravo Sur
Le río Cravo Sur est une rivière de Colombie et un affluent du río Meta, donc un sous-affluent de l'Orénoque.

## Géographie
Le río Cravo Sur prend sa source dans le parc national naturel de Pisba, dans le département de Boyacá. Il coule ensuite vers le sud puis le sud-est, passant dans le département de Casanare qu'il traverse avant de rejoindre le río Meta.

## Végétation
Le yopo (Anadenanthera peregrina) est un arbre qui abonde dans la région du río Cravo Sur. Les indigènes qui vivaient sur l'actuel territoire de Yopal, ville colombienne du département de Casanare, utilisaient les graines contenues dans les fruits des yopos pour fabriquer une poudre hallucinogène.